# Морепа, Жан-Фредерик Фелиппо де
Жан-Фредери́к Фелиппо́, граф де Морепа́ (фр. Jean-Frédéric Phélypeaux, comte de Maurepas; 9 июля 1701 года, Версаль — 21 ноября 1781 года, там же) — французский государственный деятель. В период с 1723 по 1749 год занимал пост государственного секретаря по делам военно-морского флота при короле Людовике XV. После долгой опалы, закончившейся в 1774 году сразу после восшествия на престол Людовика XVI, назначен государственным министром, и находился в этой должности вплоть до своей смерти в 1781 году.

## Биография
Морепа был от природы наделён острым и проницательным умом, однако, по замечанию французской писательницы и хозяйки салона мадам де Тансен, был легкомысленным и эгоистичным человеком. Насмешливый, едкий, саркастичный, шутливый, он никогда не отказывал себе в удовольствии отпустить острое словцо, но при этом, как писал барон Безенваль, «его нельзя было назвать подлецом или мерзавцем». Имея заурядную внешность и невысокий рост, он пытался компенсировать свои физические недостатки повышенным вниманием к личному гардеробу и демонстрацией своей важности и непреклонности. Не будучи очень просвещённым человеком, Морепа обладал сверхъестественной памятью и большим талантом ведения переговоров. Зачастую он руководствовался только интуицией и, по выражению аббата Вери, «редко ошибался в оценке других людей», однако редко держал эту оценку при себе.

### Морской министр Людовика XV (1718—1748)
Жан-Фредерик родился в семье Жерома Фелиппо, графа де Поншартрен, занимавшего посты государственного секретаря по делам военно-морского флота Франции и государственного секретаря королевского двора. Юный Жан-Фредерик в возрасте 14 с половиной лет сменил своего отца на втором из этих постов, для чего отец специально освободил его, выйдя в добровольную отставку. Первое время фактическое управление этим министерством находилось в руках Луи Фелиппо, маркиза де Ла Врийера, занимавшегося образованием юноши, за которого 19 марта 1718 года он выдал замуж свою дочь Мари-Жанну Фелиппо де Ла Врийер (1704—1793).
Жан-Фредерик приступил к самостоятельному исполнению обязанностей государственного секретаря королевского двора в 1718 году в возрасте 17 лет. Дополнительно под его надзором находились дела французского духовенства и города Парижа. 16 августа 1723 года Морепа назначен также государственным секретарём по делам военно-морского флота Франции, сменив на этом посту Флёрьё де Морвиля, в свою очередь назначенного министром иностранных дел Франции вместо умершего кардинала Дюбуа. Морепа оставался на королевской службе до 23 апреля 1749 года, когда он впал в немилость. В период его службы морским министром Франции один из французских фортов в Новой Франции был назван в его честь — форт Сен-Фредерик. В годы войны Морепа пользовался услугами коммерсанта Венсана де Гурнэ для шпионажа в Англии, Голландии и в германских государствах.

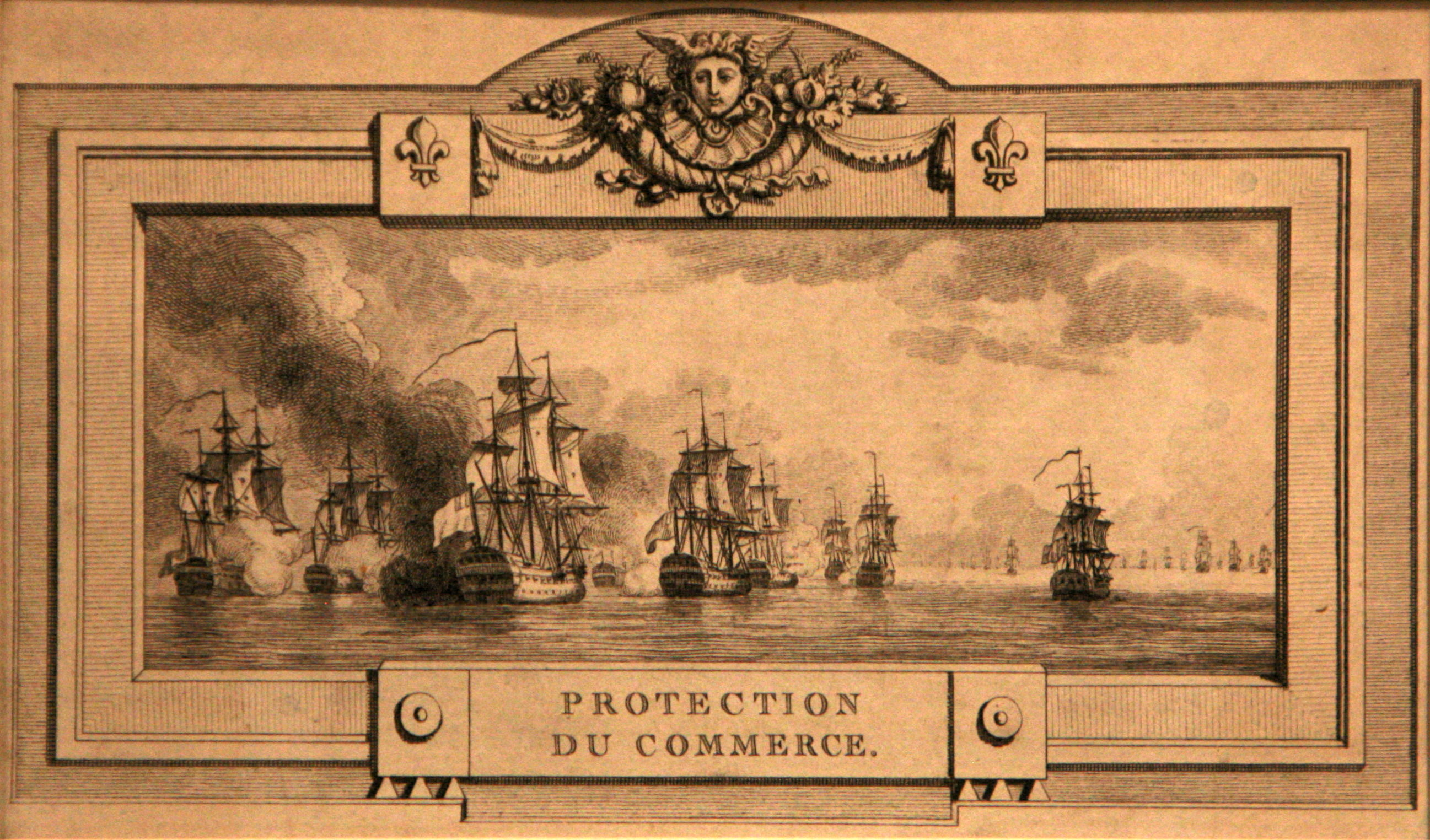
Основной задачей военно-морского флота Франции по мнению Морепа стала «защита коммерции». Был установлен порядок жертвования военными судами на случай атаки англичан. Его тактика охраны торговых караванов имела устойчивый успех вплоть до 1747 года

Глубоко интересовавшийся науками Морепа отправил своего друга Мопертюи в Лапландию, где тот выполнил серию чертежей и зарисовок. Для совершенствования французских методов навигации и кораблестроения ему удалось привлечь лучших специалистов. Морепа был неприметным, но исключительно эффективным морским министром, занимавшим этот пост рекордно долгий срок. Ему удалось провести модернизацию королевского флота в 1730—1740 годах, не имея на то достаточного финансирования. Морепа посещал порты, встречался с подрядчиками и проектировщиками, и поощрял внедрение новаторских способов кораблестроительства. В результате его стараний численность кораблей французского флота, долгое время остававшаяся на довольной низком уровне (с 1708 года) по причине глубокого финансового кризиса, разразившегося в последние годы правления Людовика XIV, стала понемногу расти. Именно ему французы обязаны появлением в годы войны за австрийское наследство (1741—1748 годы) нового типа 74-пушечных кораблей, поразивших англичан своей огневой мощью и манёвренностью.

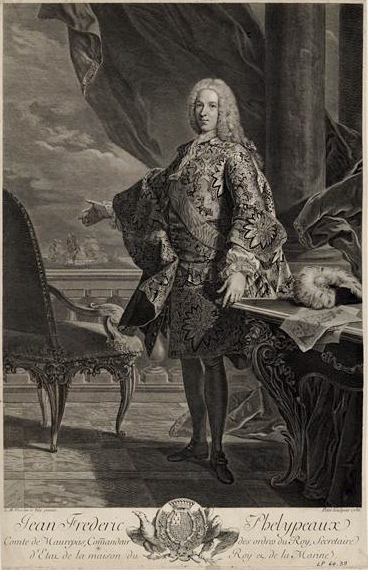
Граф Морепа, государственный секретарь по делам военно-морского флота Франции (1736 год); гравюра Жиля-Эдме Пети с портрета Луи Мишеля ван Лоо

В ходе этой войны Морепа крайне эффективно управлял французским военным флотом, которому противостоял английский флот, имевший, несмотря на принятые меры, большой численный перевес (примерно 2 к 1). Начало войны было ознаменовано крупным поражением французов — в 1745 году пала крепость Луисбург, защищавшая вход в залив Святого Лаврентия в Канаде. Англичане захватили крепость врасплох неожиданной высадкой на берег. Чтобы вернуть Луисбург, Морепа принял решение отправить к берегам Северной Америки крупную эскадру: 55 (или 60) кораблей, на борту которых разместили 3500 солдат, сопровождали 10 линейных кораблей, 3 фрегата и 3 бомбардирских корабля, под командованием герцога д’Анвиля. Был составлен крайне амбициозный план, предусматривавший занятие Порт-Рояля, прежней столицы Акадии, ставшей Аннаполисом, и даже разрушение Бостона. Однако поначалу, при пересечении Атлантики, экспедицию задержал сильный шторм (с 22 июня по 12 сентября 1746 года). После этого экспедицию настигла череда болезней; сначала цинга, а затем отравление испортившимися продуктами, унесли жизни экипажей отдельных судов в полном составе. В течение нескольких дней умерло 800 солдат и 1500 матросов. Командующий д’Анвиль скончался от инсульта. Командование экспедицией на себя принял Ла Жонкьер, который с 4 оставшимися линейными кораблями предпринял последнюю атаку на Аннаполис. Однако ему снова помешала буря, а болезни по-прежнему уносили жизни французов. Ла Жонкьер принял решение отступить. Превращённые в плавучие госпитали французские корабли по отдельности вернулись домой. Эскадра, побеждённая болезнями, даже ни разу не вступила в боевую схватку с врагом. Луисбург остался в руках англичан вплоть до завершения войны, когда его обменяли на занятый французами индийский Мадрас. Данное поражение не умаляет превосходного состояния военно-морского флота Франции, способного в тот период надёжно защищать торговые пути.
В годы войны за австрийское наследство Морепа разработал и внедрил систему сопровождения крупных французских торговых караванов кораблями военно-морского флота с целью их защиты от атак англичан. Успех выбранной тактики позволил удержать объём французской колониальной торговли, а торговые палаты Франции благодарили капитанов военных судов за эффективную работу. Эти миссии, которые долгое время игнорировались историками, позволяют сделать вывод о том, что в то время судоходные пути были более-менее свободны для французов. И только в 1747 году англичане, извлёкшие урок из недавних поражений, начали одерживать верх в крупных сражениях у мыса Ортегаль (май 1747 года) и у мыса Финистерре (октябрь 1747 года). Однако, год спустя был подписан мирный договор, и поэтому вклад королевского флота Франции в целом оценивается позитивно, поскольку флот успешно противостоял англичанам большую часть войны. Англичане, восхищённые качеством новых французских кораблей, сразу же включили в состав своего флота корабли французов, захваченные в битвах 1747 года, а также начали их копировать. Отставка Морепа, случившаяся в 1749 году после придворных интриг, имела тяжёлые последствия для военно-морского флота Франции.
Карьера Морепа также была отмечена множеством конфликтов с фаворитками короля Франции, о чём в своих работах рассказывала мадам де Тансен, которая тоже испытывала отвращение к Морепа, но по политическим мотивам:

Это завистливый самозванец, не имевший достаточных способностей для работы на государственном посту, и уничтожавший вокруг себя всех сколь-нибудь опасных соперников. Он стремился иметь глупых сослуживцев, чтобы выгодно выделяться на их фоне. Он был труслив, подозревал что все вокруг хотят его смерти, и боялся даже тени противника. Он не боялся только маленьких детей. Крупным деятелем Морепа выглядел рядом с гномами, и предпочитал выдумывать остроты или смешные эпиграммы, чем разрабатывать планы сражений или перемирий. В наших интересах и для пользы Франции Господь не желал, чтобы Морепа долго оставался на своём посту.
— Письмо мадам де Тансен, адресованное герцогу Ришельё, 1 августа 1743 года
Фаворитка короля Людовика XV герцогиня Шатору также питала отвращение к Морепа, называя его «графом де Факине» (созвучно французскому слову «болван»). Серьезно заболевший в Меце Людовик XV был вынужден отставить фаворитку, чтобы получить полагавшиеся церковные обряды. Но после выздоровления король пожелал возобновить отношения с фавориткой, и поручил именно Морепа доставить ей письмо об этом: то ли потому, что это входило в его обязанности как государственного секретаря королевского дома, ведавшего парижским департаментом, то ли, что более вероятно, по требованию самой герцогини, желавшей потешить своё самолюбие. Она решила про себя, что заставит выгнать его в ближайшие дни. Но не успела. На следующий день после своего торжественного возвращения ко двору она внезапно заболела перитонитом и через две недели скончалась в возрасте 27 лет. Как обычно в ту эпоху, кругом сразу заговорили об отравлении: уж не Морепа ли всыпал в доставленное герцогине письмо короля отравленный порошок?
Судя по тому, что было известно о характере Морепа, никто не принял этого обвинения всерьёз. «Не говоря о том, что, благодарение небу, отравление не в наших обычаях, оно совсем не вяжется с характером де Морепа, слишком легковесным для подобных поступков» 
Причиной конфликта с другой могущественной фавориткой короля, мадам Помпадур, стал шутовской характер Морепа, с удовольствием повторявшего разные пасквили, направленные против фаворитки. Имея поручение установить авторство пасквилей, Морепа не только не занимался их розыском, но и предположительно сам стал автором нескольких из них.

### Королевская опала (1749—1774)
Непосредственной причиной его поражения послужило небольшое стихотворение аббата Бона, друга интенданта Лиможа Тюрго. Тюрго продиктовал по памяти это стихотворение и способствовал его распространению. Что до Морепа, то он был невиновен, во всяком случае в этот раз.  
По этому поводу также говорили о преступных замыслах со стороны Морепа по отношению к фаворитке короля. Шутники, а может быть, и враги министра, стремившиеся его погубить, послали мадам Помпадур взрывающуюся фейерверком при её открытии, но совершенно безопасную шкатулку. Тогда же Помпадур вспомнила о смерти герцогини Шатору и возможной, по сплетням, роли Морепа в той истории. Теперь Морепа предстояло уйти первым. 
В результате серьёзных обвинений в 1749 году король отправил Морепа в отставку; при этом ему предписывалось жить не ближе 160 километров от Парижа.
Опальный министр поначалу поселился в городе Бурже, где его кузен Фредерик-Жером де Ларошфуко, кардинал и архиепископ Буржа, предоставил в распоряжение Морепа небольшой особнячок, входивший в комплекс дворца архиепископов. Именно здесь Морепа завязал отношения с аббатом Вери, служившим тогда викарием епископа. Далее, в 1752 году Морепа получил дозволение находиться в своём имении Поншартрен. Впоследствии, когда в 1756 году ему заменили ссылку на простой запрет появляться при королевском дворе, Морепа жил то в этом своём имении, то в Париже.
По замечанию премьер-министра Франции Эдгара Фора, «Именно пост министра в изгнании позволил Морепа наилучшим образом проявить свои блестящие качества. И на этом посту у него была долгая и успешная карьера». Обладая крупным состоянием, граф и графиня Морепа, даже находясь в ссылке, устраивали пышные приёмы. Морепа состоял в обширной переписке с политическими деятелями, учёными и литераторами Франции, которые обращались к нему по любым значимым политическим вопросам той эпохи.

### Государственный министр Людовика XVI (1774—1781)
Спустя 25 лет пребывания в отставке, сразу же после вступления на трон короля Людовика XVI в мае 1774 года, Морепа получил назначение на пост государственного министра Франции. Формально он не имел титул первого министра, но обладал старшинством в Королевском совете. Он сам представлялся как «наставник юного короля». По воспоминаниям принца Монбарре, «Уже спустя четверть часа после вступления графа Морепа в новую должность, казалось, что он никогда и не покидал её».
По замечанию отдельных французских историков, деятельность Морепа после возвращения из опалы характеризуется сведением счётов с наследием умершего Людовика XV. Упорные преследования Морепа разрушили сформированный покойным королём непопулярный триумвират в составе канцлера Мопу, генерального контролёра финансов Терре и государственного секретаря герцога д’Эгийона, которому за три года работы удалось успешно оздоровить финансовую систему Франции и поднять авторитет королевской власти. С подачи Морепа были назначены генеральный контролёр финансов Тюрго, министр королевского двора Франции Мальзерб и министр иностранных дел Верженн.
Морепа совершил досадную ошибку, возобновив работу французских Парламентов, распущенных канцлером Мопу в 1771 году, и бывших злейшим врагом королевской власти во Франции. Он интриговал против Тюрго, завидуя его влиянию на короля Людовика XVI, добившись отставки Тюрго в 1776 году. Спустя 6 месяцев неопределённости на место Тюрго был назначен Жак Неккер. В 1781 году Морепа отвернулся от Неккера, как прежде отвернулся от Тюрго.
Морепа скончался в Версале 21 ноября 1781 года в возрасте 80 лет. Его единственной наследницей стала Аделаида Диана Гортензия Манчини-Мазарини (фр. Adélaïde Diane Hortense Mancini-Mazarini) (1742—1808), ставшая после замужества (супруг Луи Эркюль Тимолеон де Коссе-Бриссак) герцогиней де Бриссак. Она была дочерью Элен Анжелики Фелиппо де Поншартрен (1715—1782).

## Литературные работы
- Морепа внёс свой вклад в коллекцию фацеций, выпущенную под названием «Étrennes de la Saint Jean» (1742 год).
- Подборка его документов опубликована в 1896 году Парижским историческим обществом.
- «Мемуары Морепа» в 4 томах, якобы собранные его секретарём, и опубликованные в 1792 году, являются недостоверными.

## Память
В кино
- Во французском телефильме Жанна Пуассон, маркиза де Помпадур[фр.] (2006 г.) роль Морепа исполнил Жан-Франсуа Гаро.